# Le Mystère Kendrick
Le Mystère Kendrick (Deadwater Fell) est une mini-série britannique de quatre épisodes de 45 minutes créée par Daisy Coulam (en) et diffusée du 10 au 31 janvier 2020 sur Channel 4.
En Suisse romande, elle est diffusée entre le 9 et le 16 mars 2021 sur RTS Un. En France, elle est intégralement diffusée le 16 décembre de la même année sur TF1. Pour d'autres pays francophones, elle reste inédite.

## Synopsis
Une tragédie frappe un village écossais isolé lorsqu'un incendie se déclenche dans la maison des Kendrick, tuant une mère et ses trois jeunes enfants. Seul le père, Tom, le médecin du village, s'en sort vivant, mais tous les cinq ont été drogués. Les enquêteurs recherchent un mobile lorsqu'ils découvrent que cette famille apparemment idéale était loin d'être heureuse.

## Distribution
- David Tennant : Tom Kendrick
- Cush Jumbo (VF : Julia Vaidis-Bogard) : Jess Milner
- Matthew McNulty (VF : Damien Boisseau) : le sergent de police Steve Campbell
- Anna Madeley (VF : Ludmila Ruoso) : Kate Kendrick
- Maureen Beattie (en) : Carol Kendrick
- Jamie Michie : Simon Wells
- Laurie Brett (en) : l'agent-détective Gemma Darlington
- Gordon Brown : l'inspecteur-détective en chef Spencer Collins
- Lorn Macdonald (en) : l'agent Taylor Clarke
- Lindy Whiteford : Ruth McKenzie
- Ron Donachie : Callum McKenzie
- Orla Russell (VF : Maryne Bertieaux) : Emily Kendrick
- Seline Hizli : Sacha
- Jack Greenlees : Luke
- Lewis Gribben : Dylan Denham-Johnson
- Aaron Connell : Elliott Campbell
- Bradley Connell : Lewis Campbell

## Production

### Développement
En janvier 2019, on apprend que Channel 4 a accepté la mini-série de quatre épisodes créée par Daisy Coulam (en), produite par la société Kudos (en), dans le cadre d'Endemol Shine Group,. En juin de la même année, David Tennant en est producteur délégué.

### Attribution des rôles
En juin 2019, on révèle que David Tennant et Cush Jumbo sont engagés pour incarner les rôles principaux, ainsi que Matthew McNulty.

### Tournage

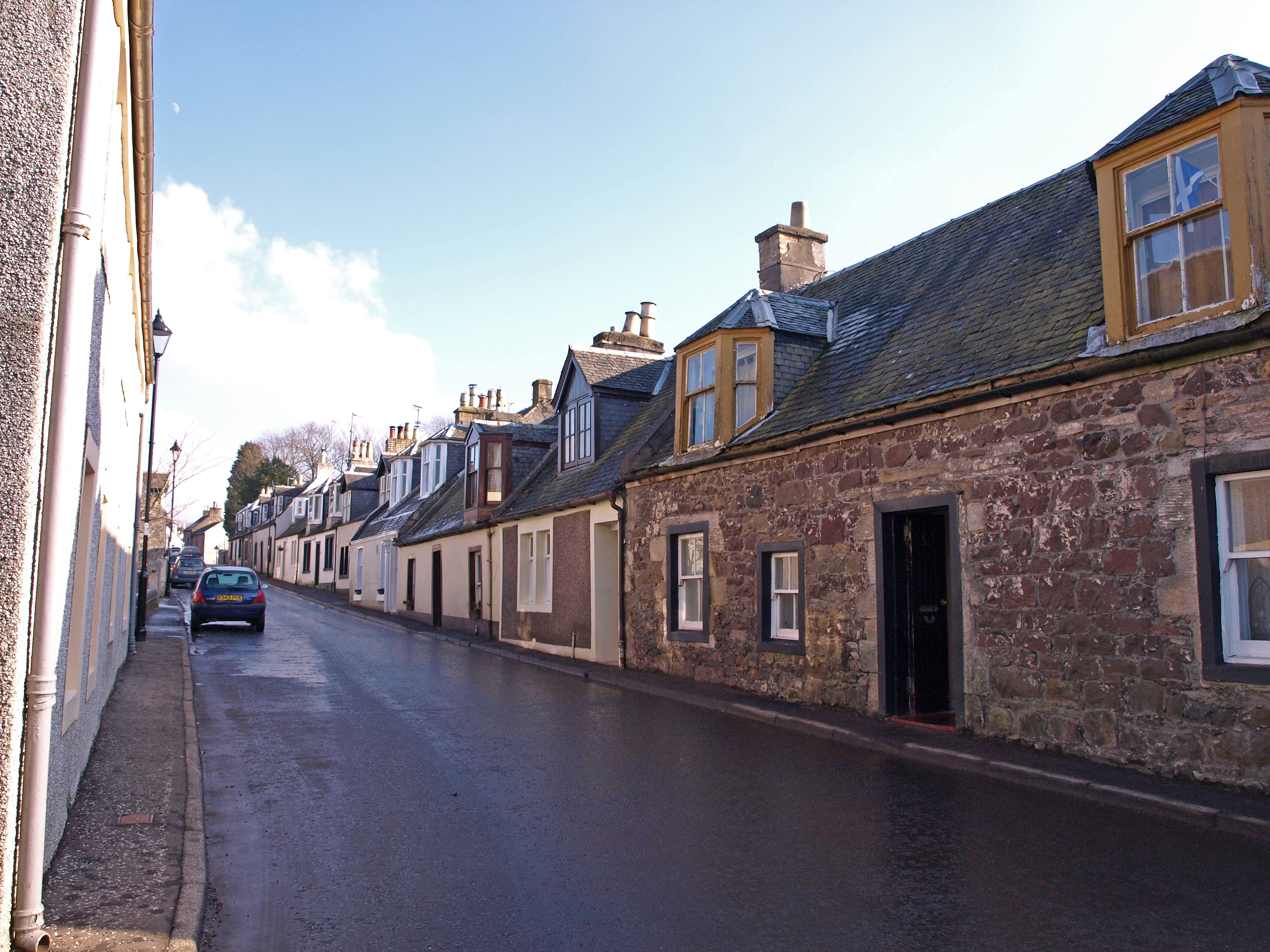
Cette rue de Dunlop a servi de décor pour celle de Kirkdarroch.

Le tournage a lieu en Écosse, en juin 2019, principalement dans le village de Dunlop dans l'East Ayrshire qui sert de décor au village fictif de Kirkdarroch, ainsi qu'au château de Culzean pour le parc paysager, à Kilbarchan en Renfrewshire, à la plage et dans le parc de Low Green dans la ville nouvelle d'Irvine, dans le North Ayrshire — dont la réalisatrice Lynsey Miller est originaire.

### Fiche technique
Sauf indication contraire, les informations mentionnées dans cette section peuvent être confirmées par la base de données cinématographiques IMDb,  présente dans la section « Liens externes ».
- Titre original : Deadwater Fell
- Titre français : Le Mystère Kendrick
- Création et scénario : Daisy Coulam (en)
- Casting : Kelly Valentine Hendry et Orla O'Connor
- Réalisation : Lynsey Miller
- Musique : Natalie Holt
- Direction artistique : Stephen Mason et Martina Ter-Akopowá
- Décors : Dave Arrowsmith
- Costumes : Kate Gill
- Photographie : Neus Ollé
- Montage : Josh Cunliffe et Paul Knight
- Production : Caroline Levy
- Production déléguée : Daisy Coulam, Emma Kingsman-Lloyd, David Tennant, Karen Wilson et Diederick Santer
- Société de production : Kudos (en)
- Sociétés de distribution : Endemol Shine UK (en)
- Pays de production :  Royaume-Uni
- Langue originale : anglais
- Format : couleur
- Genres : drame policier ; énigme
- Durée : 45 minutes
- Dates de première diffusion :
  - Royaume-Uni : 10 janvier 2020 sur Channel 4
  - Suisse romande : 9 mars 2021 sur RTS Un
  - France : 16 décembre 2021 sur TF1

## Liste des épisodes
1. Épisode 1
2. Épisode 2
3. Épisode 3
4. Épisode 4

### Épisode 1
- Royaume-Uni : 10 janvier 2020 sur Channel 4
- France : 16 décembre 2021 sur TF1

- France : 3,33 millions de téléspectateurs

- Felicity Keenan : Iris Kendrick
- Lilac Jackson : Charlotte Kendrick
- Evie Sheil : Molly Wells
- Grace Calder : Tessa Wells
- Julie Miller : Lynn Denham-Johnson
- Stuart Bowman : Dr. Mark Denham-Johnson
- Lewis Gribben : Dylan Denham-Johnson
- Lisa McGrillis : Sandra McKay
- Bhav Joshi : Pathologiste
- Ben Bradley : Infirmier (non-crédité)
- Leah Byrne : Infirmière FIV (non-créditée)
- Hannah Donaldson : Médecin FIV (non-créditée)
- Paul Ellard : Parent aux funérailles (non-crédité)
- Phil McKee : Conseiller (non-crédité)
- Hiftu Quasem : Penny (non-créditée)
- Anneika Rose : Nicky Earlham (non-créditée)

### Épisode 2
- Royaume-Uni : 17 janvier 2020 sur Channel 4
- France : 16 décembre 2021 sur TF1

- France : 2,73 millions de téléspectateurs

- Felicity Keenan : Iris Kendrick
- Lilac Jackson : Charlotte Kendrick
- Julia Taudevin : Révérende Mary Dunbar
- Jack Greenlees : Luke Richmond
- Grace Calder : Tessa Wells
- Julie Miller : Lynn Denham-Johnson
- Stuart Bowman : Dr. Mark Denham-Johnson
- Lewis Gribben : Dylan Denham-Johnson
- Lisa McGrillis : Sandra McKay
- Leah Byrne : Infirmière FIV
- Hannah Donaldson : Médecin FIV
- Phil McKee : Conseiller (non-crédité)
- Anneika Rose : Nicky Earlham (non-créditée)

### Épisode 3
- Royaume-Uni : 24 janvier 2020 sur Channel 4
- France : 16 décembre 2021 sur TF1

- France : 1,97 million de téléspectateurs

- Felicity Keenan : Iris Kendrick
- Lilac Jackson : Charlotte Kendrick
- Jack Greenlees : Luke Richmond
- Lewis Gribben : Dylan Denham-Johnson
- Lisa McGrillis : Sandra McKay
- Phil McKee : Conseiller
- Anneika Rose : Nicky Earlham
- Scott Reid : Gardien de détention provisoire
- Joe Fagan : Prisonnier (non-crédité)
- Christopher James Healy : Prisonnier (non-crédité)

### Épisode 4
- Royaume-Uni : 31 janvier 2020 sur Channel 4
- France : 16 décembre 2021 sur TF1

- France : 1,52 million de téléspectateurs

- Felicity Keenan : Iris Kendrick
- Lilac Jackson : Charlotte Kendrick
- Evie Sheil : Molly Wells
- Grace Calder : Tessa Wells
- Julie Miller : Lynn Denham-Johnson
- Stuart Bowman : Dr. Mark Denham-Johnson
- Lisa McGrillis : Sandra McKay
- Jack Greenlees : Luke Richmond
- Anneika Rose : Nicky Earlham
- Izuka Hoyle : Thérapeute pour enfants (non-créditée)

## Accueil
En France, en pleine première partie de soirée, les quatre épisodes de la mini-série ont été regardés par 2,39 millions de téléspectateurs (16,8 % du public), dont le premier étant 3,33 millions (14,9 %), le second 2,73 millions (14,5 %), le troisième 1,97 million (16,1 %) et le quatrième 1,52 million (21,5 %) battue par le film Les Vieux Fourneaux de Christophe Duthuron diffusé sur France 3,.

## Nominations
- BAFTA Scotland Awards (2020) : 
  - Meilleure réalisation (Fiction) pour Lynsey Miller
  - Meilleur scénario télévisé
- Royal Television Society Awards (2020) : 
  - Prix artisanat et design - Musique pour Natalie Holt